# 18-foot Skiff

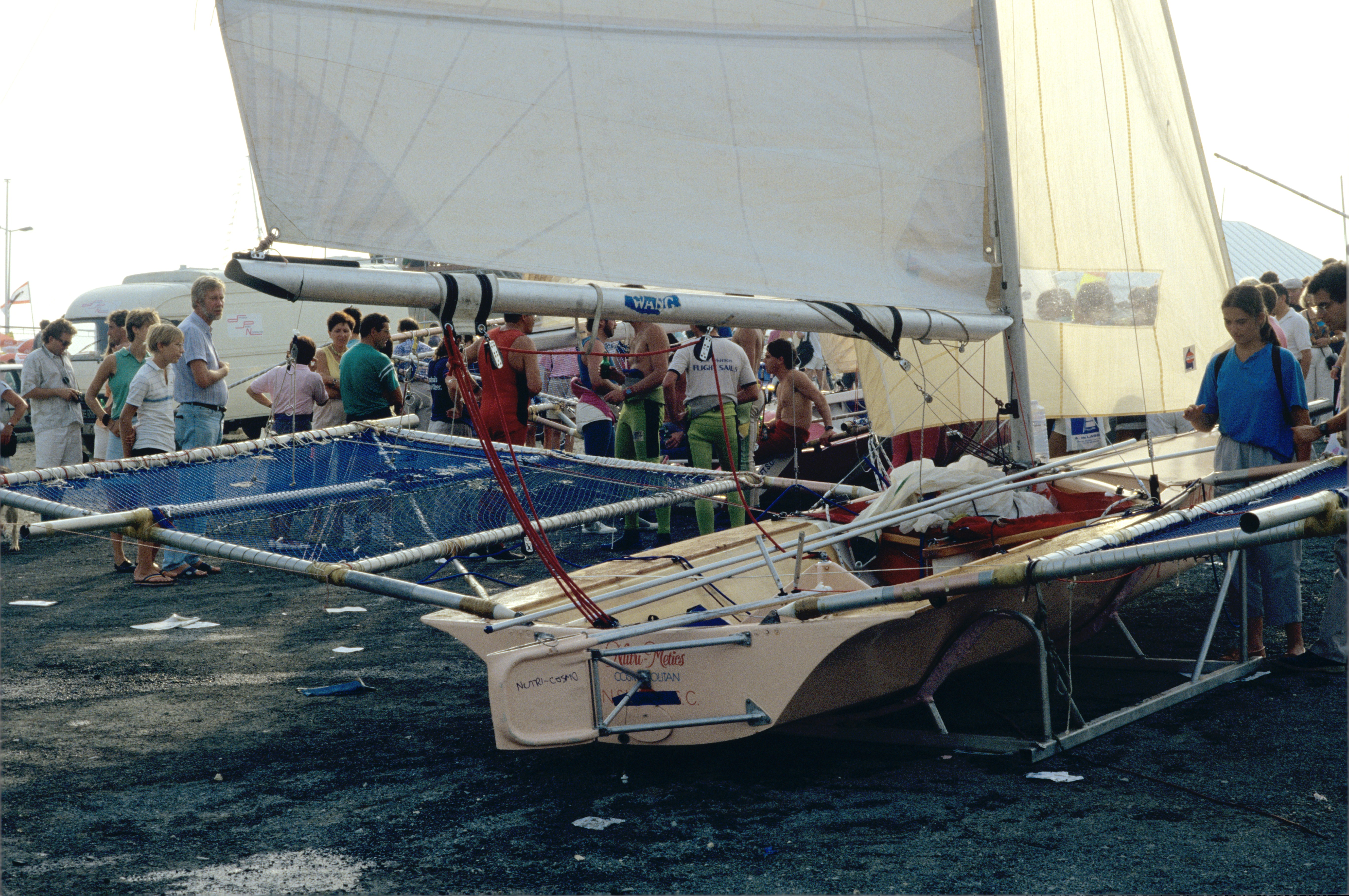
18-Footer beim Auftakeln in La Rochelle

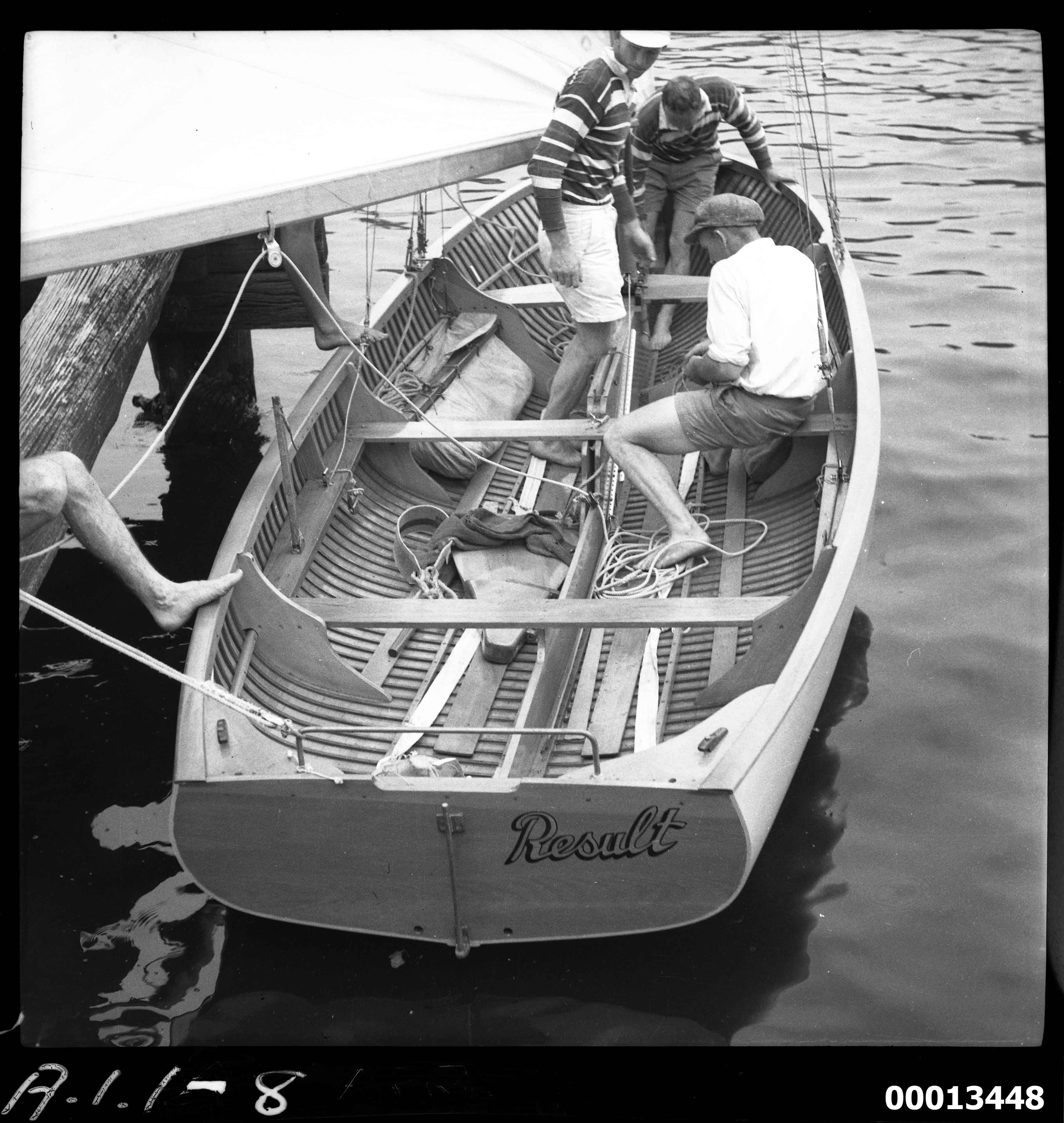
18-Footer in Neuseeland (1950)

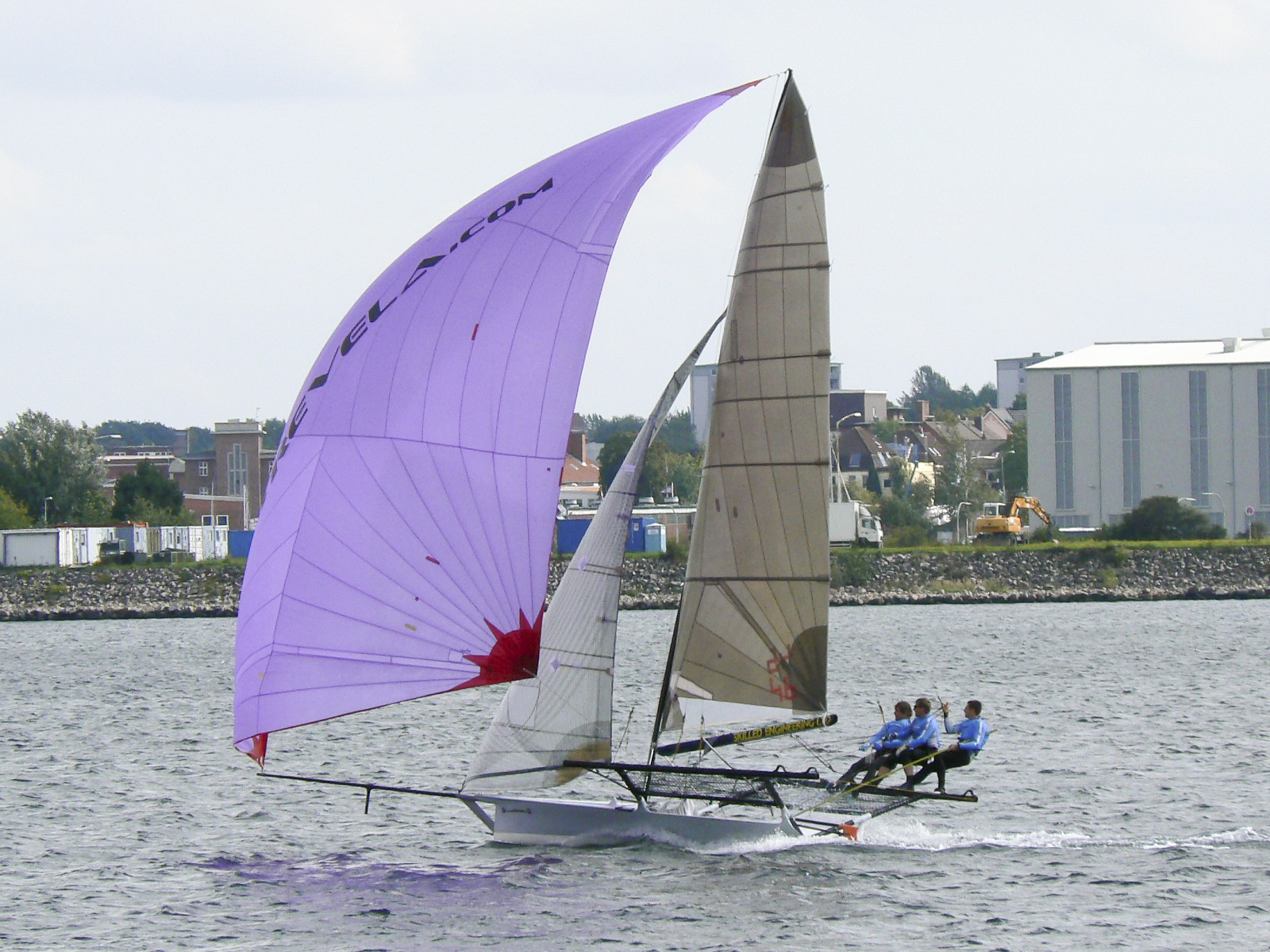
18-Footer in Fahrt bei Kiel

18-foot Skiff (auch 18-Footer) bezeichnet eine Segelbootsklasse, deren Ursprünge in Australien liegen.

## Geschichte
Zur Entstehung der 18-foot Skiffs ist bekannt, dass Ende des 19. Jahrhunderts in Australien etliche Bootsklassen für den damals entstehenden Regattasport entwickelt wurden. Die 18-foot Skiffs waren eine der Klassen, die sich seit Beginn der 20. Jahrhunderts besonderer Beliebtheit erfreuten. Ihr Name bezieht sich auf ihre Länge in der Wasserlinie (LWL), die 18,0 Fuß = 5,49 m beträgt.

## Beschreibung
Die 18-Footer sind eine Klasse schneller Sportsegelboote für drei Segler mit Trapez und zählen zu den Skiffs. Beim Regattasegeln darf das Gewicht 170 kg nicht unterschreiten. Die Segelfläche ist nicht begrenzt. Es werden Großsegel, Fock oder Genua und Spinnaker an einem maximal zehn Meter hohen Mast gefahren.

## Bekannte Segler der Klasse
- Heinrich Prinz von Bayern, Europameister 2021[5]